# Phausis reticulata
Phausis reticulata là một loài bọ cánh cứng trong họ Lampyridae được tìm thấy ở miền đông và trung Hoa Kỳ. Chúng phổ biến ở miền nam Appalachians, và có thể gặp ở Vườn quốc gia núi Great Smoky, cũng như khu rừng DuPont State Forest và Pisgah National Forest, Bắc Carolina.